# Michelle Palmisano
Michelle G. Palmisano (Ventura, 3 novembre 1973) è un'ex cestista statunitense.

## Carriera
Playmaker di 175 cm, ha giocato in Serie A1 con Termini Imerese.